# Yngve Brodd

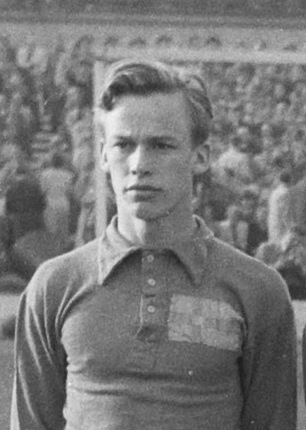
Brodd im Jahr 1952

Yngve Brodd (* 9. Juni 1930 in Seglora församling, Älvsborgs län; † 23. September 2016 in Göteborg) war ein schwedischer Fußballnationalspieler und -trainer.

## Laufbahn
Brodd wechselte 1952 vom Viertligisten Fritsla IF zu Örebro SK. Am 20. April 1952 debütierte er beim 1:2-Auswärtssieg bei Djurgårdens IF in der Allsvenskan. In der 8. Spielminute gelang dem Stürmer sein erstes Erstligator. Nach zwei Spielzeiten in der ersten schwedischen Liga wechselte er 1953 nach Frankreich zum FC Toulouse, wo er einen Profivertrag unterzeichnete. 1956 schloss er sich dem Ligarivalen FC Sochaux an, mit dem er 1959 das Endspiel um den Landespokal erreichte; dennoch kehrte er unmittelbar danach wieder nach Toulouse zurück. 1963 ging er als Spielertrainer zurück nach Schweden und arbeitete bis 1966 für IFK Göteborg.
Brodd war zwanzigfacher schwedischer Nationalspieler. Mit der Landesauswahl nahm er an den Olympischen Spielen 1952 teil. Dort erreichte die Mannschaft nach einer 0:6-Niederlage im Halbfinale gegen die übermächtige ungarische Elf das Spiel um Platz drei. Dort wurde die deutsche Olympiamannschaft mit 2:0 geschlagen und somit die Bronzemedaille errungen. Nach seinem Wechsel nach Frankreich wurde er nicht mehr in die Nationalelf berufen, da der schwedische Verband Profifußball ablehnte. Nachdem Ende der 1950er Jahre der Verband einlenkte, konnte Brodd 1960 ein Comeback in der Auswahl feiern. Nach der verpassten Qualifikation für die Weltmeisterschaft 1962 wurde er endgültig nicht mehr berufen.